# Curtiss F7C Seahawk
El Curtiss F7C Seahawk fue un caza biplano con capacidad de operar en portaviones del Cuerpo de Marines de los Estados Unidos, de finales de los años 20 y principios de los 30 del siglo XX. Retrospectivamente, fue designado Model 43 por Curtiss.

## Diseño y desarrollo
El Model 43 de Curtiss fue su primer avión diseñado expresamente para la Armada estadounidense (a diferencia de otros modelos del Ejército modificados). Aunque era claramente un descendiente del P-1 Hawk, sus alas tenían cuerda constante en vez de ser trapezoidales, y la superior poseía un ligero aflechamiento. El motor era un radial Pratt & Whitney R-1340-B Wasp de 340 kW (450 hp). Recubierto enteramente de tela, la estructura del ala superior era de madera de picea, mientras que el fuselaje estaba construido con una combinación de aluminio y tubería de acero, lo suficientemente fuerte para desempeñarse como bombardero en picado, así como caza.

## Historia operacional
El prototipo XF7C-1 voló por primera vez el 28 de febrero de 1927. Tras realizársele varias modificaciones solicitadas por la Armada (como el aflechamiento del ala), se construyeron 17 aviones de producción F7C-1 Seahawk, y entraron en servicio con el VF-5M del USMC en Quantico. En 1930, el VF-9M organizó el primer equipo acrobático de los Marines, "The Red Devils", presentando los F7C morros pintados de rojo. Permanecieron en servicio hasta 1933.

## Variantes

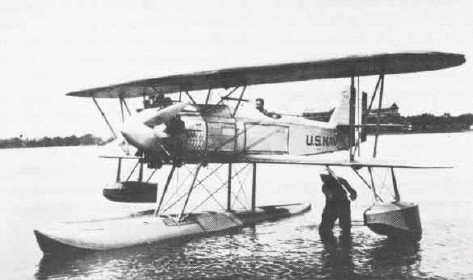
El XF7C-1 como hidroavión, sin la capota del motor.

XF7C-1
Prototipo, uno construido (matrícula A7653).
F7C-1 Seahawk
Avión de caza monoplaza, versión principal de producción, 17 construidos (matrículas A7654/7670).
XF7C-2
Conversión de un único F7C-1 para evaluar el motor radial Wright R-1820-1 de 429 kW (575 hp)  y grandes flaps de envergadura total.
XF7C-3
Un prototipo de demostración para China con un armamento de cuatro ametralladoras Browning M1919 de 7,62 mm, soportes interplanares en I, y alerones en ambas alas, en lugar de solo en la superior. El modelo fue reemplazado por el F11C Goshawk (Model 64).

## Operadores
Estados Unidos
- Cuerpo de Marines de los Estados Unidos

## Especificaciones (F7C-1)
Referencia datos: Curtiss Aircraft 1907–1947

### Características generales
- Tripulación: Uno (piloto)
- Longitud: 6,88 m
- Envergadura: 9,35 m
- Altura: 2,95 m
- Superficie alar: 25,5 m2
- Perfil alar: Curtiss C-72[4]
- Peso vacío: 931 kg
- Peso cargado: 1256 kg
- Planta motriz: 1× motor radial de nueve cilindros refrigerado por aire Pratt & Whitney R-1340B Wasp.
  - Potencia: 340 kW (450 hp)
- Hélices: Bipala de paso fijo

### Rendimiento
- Velocidad máxima operativa (Vno): 250,3 km/h
- Velocidad crucero (Vc): 240 km/h
- Alcance: 571 km
- Techo de vuelo: 6700 m (22 100 pies)
- Régimen de ascenso: 9,4 m/s (1860 pies/min)

### Armamento
- Ametralladoras: 

  - 2x Browning M1919 fijas en el fuselaje delantero

## Aeronaves relacionadas

### Desarrollos relacionados
- Curtiss P-1 Hawk

### Secuencias de designación
- Secuencia Numérica (interna de Curtiss): ← 40 - 41 - 42 - 43 - 44 - 46 - 47 →
- Secuencia L-_ (interna de Curtiss): ← L-72 - L-79 - L-85 - L-115 - L-117 - L-710
- Secuencia F_C (Cazas de la Armada estadounidense, 1922-1962 (Curtiss, 1922-1962)): ← F3C - F4C - F6C - F7C - F8C - F9C - F10C →